# Liste der Kardinalskreierungen Urbans V.
Papst Urban V. kreierte im Verlauf seines Pontifikates folgende Kardinäle:

## 18. September 1366
- Anglic Grimoard CRSA
- Guillaume de la Sudré OP
- Marco da Viterbo OFM

## 12. Mai 1367
- Guillaume d’Aigrefeuille le Jeune OSB

## 22. September 1368
- Arnaud Bernard du Pouget
- Philippe de Cabassole
- Simon Langham
- Bernard du Bosquet
- Jean de Dormans
- Étienne de Poissy
- Pierre de Banac
- Francesco Tebaldeschi

## 7. Juni 1370
- Pierre d’Estaing OSB
- Pietro Corsini